# CSM Corona Brașov (kvindehåndbold)
CSM Corona Brașov er en rumænsk kvindehåndboldklub fra byen Brașov i Rumænien. Klubben holder til i Dumitru Popescu Colibași Sports Hall.